# (36031) 1999 NG64
(36031) 1999 NG64 est un astéroïde de la ceinture principale d'astéroïdes découvert en 1999.

## Description
(36031) 1999 NG64 a été découvert le 10 juillet 1999 avec le télescope Wide-field Infrared Survey Explorer (WISE) par le Wide-field Infrared Survey Explorer (WISE).

### Caractéristiques orbitales
L'orbite de cet astéroïde est caractérisée par un demi-grand axe de 2,75 ua, un périhélie de 2,51 ua, une excentricité de 0,09 et une inclinaison de 12,02° par rapport à l'écliptique. Du fait de ces caractéristiques, à savoir un demi-grand axe compris entre 2 et 3,2 ua et un périhélie supérieur à 1,666 ua, il est classé, selon la JPL Small-Body Database, comme objet de la ceinture principale d'astéroïdes.

### Caractéristiques physiques
(36031) 1999 NG64 a une magnitude absolue (H) de 14,9 et un albédo estimé à 0,053.